# Dialipsis exilis
Dialipsis exilis là một loài tò vò trong họ Ichneumonidae.